# ألبرت بولمان
ألبرت بولمان (بالهولندية: Albert Polman)‏ (و. 1961 – م) هو فيزيائي من مملكة الأراضي المنخفضة .
وهو عضواً في الأكاديمية الملكية الهولندية للفنون والعلوم .

## التعليم
تعلم في جامعة أوتريخت

## مناصب وهيئات
أدار جامعة أمستردام، وجامعة أوتريخت.